# Macromyzus maculatus
Macromyzus maculatus är en insektsart. Macromyzus maculatus ingår i släktet Macromyzus och familjen långrörsbladlöss. Inga underarter finns listade i Catalogue of Life.